# Холод Артем Олегович
Арте́м Оле́гович Хо́лод (нар. 22 січня 2000, Харків, Україна) — український футболіст, півзахисник болгарського клубу «Чорноморець 1919» (Бургас). Колишній гравець юнацьких збірних України U-16, U-17 та U-19.
Основна позиція — фланговий півзахисник. Виступав також на позиціях нападника та правого захисника.

## Біографія
Вихованець академії харківського «Металіста», в якій займався з дев'яти років (перший тренер — Євген Назаров). У чемпіонаті ДЮФЛУ провів за харків'ян 56 матчів, у яких відзначився 25-ма голами. В 2016 році був визнаний найкращим півзахисником фінального турніру чемпіонату ДЮФЛУ U-16.
Після розформування ФК «Металіст» влітку 2016 року провів один матч у Чемпіонаті Харківської області за аматорський СК «Металіст». Восени того ж року почав займатися в академії донецького «Шахтаря», за який виступав у чемпіонаті ДЮФЛУ, а також юнацькому (U-19) та молодіжному чемпіонатах України. Крім цього, в 2017—2018 роках провів у складі «Шахтаря» 10 матчів у Юнацькій лізі УЄФА. Залучався до тренувань головної команди «гірників». 9 жовтня 2019 року вийшов у стартовому складі першої команди «Шахтаря» у товариській грі проти «Оболоні-Бровар» (2:0) і на 22-й хвилині відкрив рахунок у матчі.
Улітку 2020 року повернувся до Харкова, ставши гравцем «Металіста 1925» на умовах оренди з «Шахтаря». Дебютував на професійному рівні 5 вересня 2020 року в матчі Першої ліги «Металіст 1925» — «Нива» (Тернопіль) (1:1), вийшовши на заміну замість Антона Савіна на 79-й хвилині гри. Єдиний гол за харків'ян забив 30 листопада 2020 року в матчі другого кола чемпіонату проти того ж суперника, тернопільської «Ниви» (2:1), відкривши рахунок на 19-й хвилині гри. У цьому матчі Холод також віддав гольову передачу на Дерека. Після завершення терміну оренди 15 липня 2021 року припинив співпрацю з харківським клубом.

### Збірна України
2016 року, ще будучи гравцем «Металіста», почав залучатися до збірної України U-16. В її складі брав участь, зокрема, в матчах XIII Міжнародного турніру пам'яті Віктора Баннікова, міжнародних турнірах «Кубок Сіренки» у Польщі та «Кубок розвитку» в Білорусі, на якому забив три голи. Провів чотири гри у відборі на Чемпіонат Європи U-17 2017 року. У фінальній частині Євро-2017 у Хорватії зіграв у двох з трьох матчів збірної України U-17. Обидва рази Холод виходив на заміну, в поєдинку проти Норвегії (2:0) відзначився голом. Усього в складі збірної U-16/U-17 провів 20 офіційних матчів, у яких забив шість м'ячів. Також провів 5 матчів (2 голи) за збірну України U-19, у тому числі 2 матчі (1 гол) у відборі до Чемпіонату Європи U-19 2020 року.

## Досягнення
«Металіст 1925»:
 Бронзовий призер Першої ліги України: 2020/21